# François Ravaillac

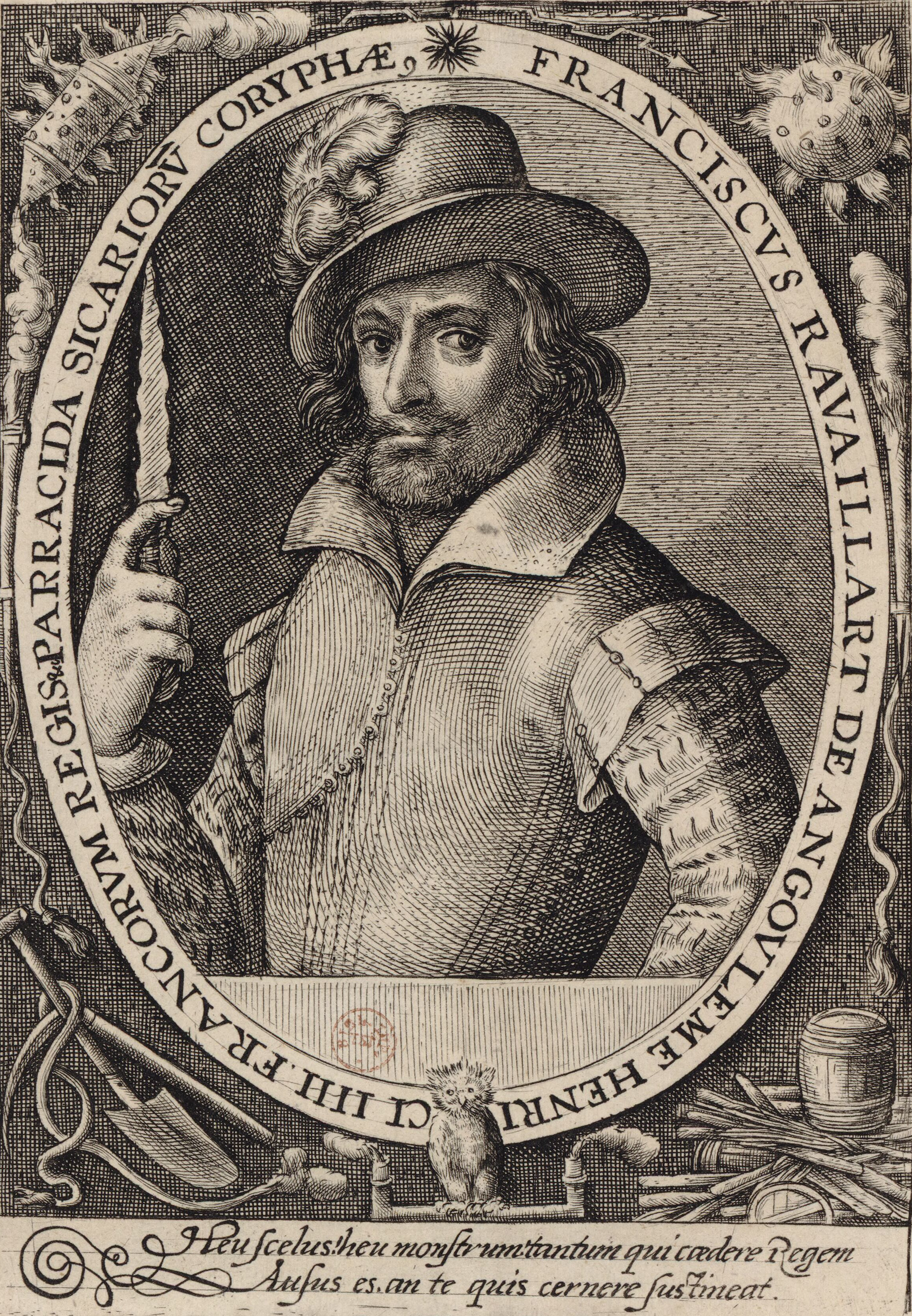
François Ravaillac

François Ravaillac (Angoulême, 1578 – Parijs, 27 mei 1610) was een Franse dienstknecht, katholieke fanaticus en moordenaar van koning Hendrik IV van Frankrijk in 1610.

## Biografie
François Ravaillac werd in 1578 te Angoulême geboren als telg van een geleerde familie. Zijn grootvader François was openbaar aanklager van de stad Angoulême en twee van zijn ooms waren kanunnik in het kapittel van de kathedraal van Angoulême. Zijn vader Jean Ravaillac was een gewelddadige misdadiger met een slechte reputatie en zijn moeder Françoise Dubreuil was een vrouw die bekendstond vanwege haar katholieke vroomheid. De jonge François begon zijn openbare leven als dienstknecht, maar werd later leraar. Hij werd zeer godsdienstig en probeerde lid te worden van de ascetische beweging van de feuillanten (niet te verwarren met de latere gelijknamige revolutionaire club), maar werd na een kort noviciaat afgewezen wegens het krijgen van visioenen. Een latere poging om jezuïet te worden mislukte eveneens.

## Koningsmoordenaar

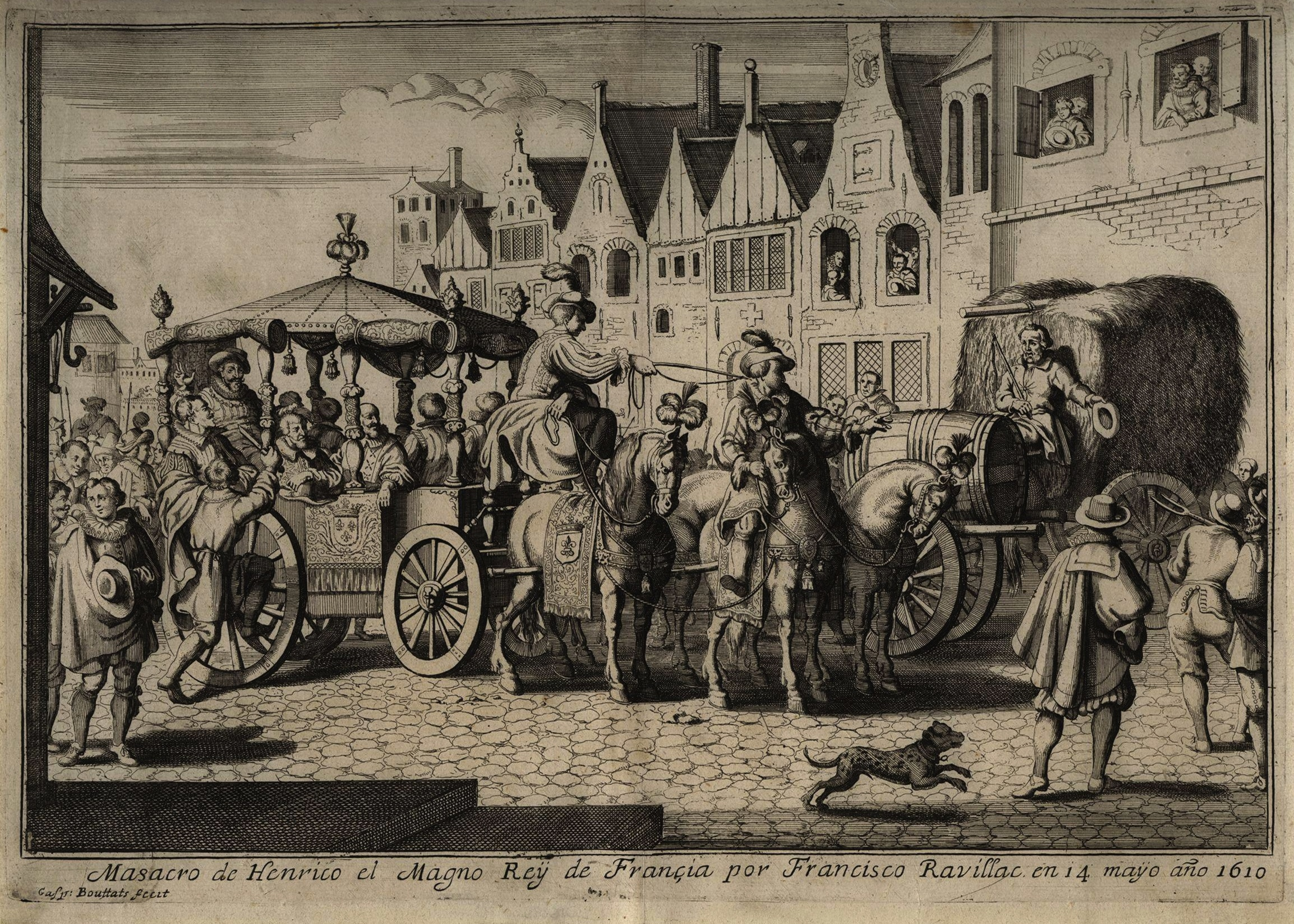
De moord op Hendrik IV

In 1609 kreeg Ravaillac naar eigen zeggen een visioen dat hem opriep om koning Hendrik IV te overtuigen van de noodzaak om de hugenoten tot het katholicisme te bekeren. Tussen Pinksteren van dat jaar en mei 1610 maakte Ravaillac verscheidene reizen naar Parijs en verbleef hij in het huis van de minnares van Jean Louis de Nogaret de La Valette, hertog van Épernon. Hij slaagde er niet in om de koning te spreken te krijgen en raakte ervan overtuigd dat een plan van Hendrik IV om ten strijde te trekken tegen de Spaanse Nederlanden een oorlog tegen de paus was. Hij besloot om de koning tegen te houden door hem te vermoorden.
Op 14 mei 1610 lag Ravaillac in een hinderlaag nabij de Rue de Ferronnerie in Parijs, toen de koning aan hem voorbij trok. Toen het rijtuig van de koning op een blokkade stuitte, greep Ravaillac zijn kans en stak de koning tussen zijn tweede en derde rib, wat leidde tot diens dood. Ravaillac werd door de politie weggevoerd naar het Hôtel de Retz en daarna overgebracht naar de Conciergerie in het Palais de la Cité.

## Terechtstelling
Tijdens zijn ondervraging door de autoriteiten hield Ravaillac vol dat hij alleen had gehandeld, al hebben historici ook gewezen op de rol van de hertog van Épernon en zijn minnares. Ravaillac verklaarde geen spijt te hebben van zijn daden en hij werd op 27 mei 1610 terechtgesteld op de Place de Grève, waar hij werd gevierendeeld, de traditionele straf voor koningsmoord. De ouders van Ravaillac werden verbannen en de overige familieleden werd verboden om de naam Ravaillac nog langer te gebruiken.